# Орчерд (Техас)
Орчерд (англ. Orchard) — місто (англ. city) в США, в окрузі Форт-Бенд штату Техас. Населення — 313 особи (2020).

## Географія
Орчерд розташований за координатами 29°36′0″ пн. ш. 95°58′12″ зх. д. / 29.60000° пн. ш. 95.97000° зх. д. (29.600070, -95.970063).  За даними Бюро перепису населення США в 2010 році місто мало площу 0,99 км², з яких 0,99 км² — суходіл та 0,00 км² — водойми.

## Демографія
Згідно з переписом 2010 року, у місті мешкали 352 особи в 135 домогосподарствах у складі 100 родин. Густота населення становила 355 осіб/км².  Було 150 помешкань (151/км²).
Расовий склад населення:
| - 84,1 % — білих - 4,3 % — чорних або афроамериканців - 0,3 % — корінних американців - 0,3 % — азіатів - 8,8 % — осіб інших рас |

До двох чи більше рас належало 2,3 %. Частка іспаномовних становила 36,4 % від усіх жителів.
За віковим діапазоном населення розподілялося таким чином: 25,9 % — особи молодші 18 років, 63,6 % — особи у віці 18—64 років, 10,5 % — особи у віці 65 років та старші. Медіана віку мешканця становила 41,7 року. На 100 осіб жіночої статі у місті припадало 110,8 чоловіків;  на 100 жінок у віці від 18 років та старших — 105,5 чоловіків також старших 18 років.
Середній дохід на одне домашнє господарство  становив 58 940 доларів США (медіана — 36 719), а середній дохід на одну сім'ю — 64 012 долари (медіана — 36 016). За межею бідності перебувало 22,7 % осіб, у тому числі 25,8 % дітей у віці до 18 років та 3,3 % осіб у віці 65 років та старших.
Цивільне працевлаштоване населення становило 104 особи. Основні галузі зайнятості: сільське господарство, лісництво, риболовля — 20,2 %, освіта, охорона здоров'я та соціальна допомога — 19,2 %, будівництво — 19,2 %.